# Instituto de Estudios Avanzados (Universidad de Santiago de Chile)
El Instituto de Estudios Avanzados (IDEA) es un centro de investigación y docencia de la Universidad de Santiago de Chile, dedicado al estudio de ciencias sociales y humanidades. Su actual director es el Dr. Raúl Elgueta.
El Instituto fue creado en 1993 y depende de la Vicerrectoría Académica y realiza labores de investigación y docencia en postgrado, en el ámbito de las humanidades y las ciencias sociales, para aportar al debate nacional y  apuntar a la obtención de respuestas asertivas a algunos de los múltiples problemas que enfrenta la sociedad contemporánea.
El trabajo de investigación, docencia y extensión se estructura en tres grandes áreas temáticas a las cuales se adscriben los distintos investigadores. Dichas áreas son: Estudios Internacionales; Estudios Sociales y Políticos; y Pensamiento y Cultura.
En 1998 inició actividades docentes con el establecimiento de Doctorado en Estudios Americanos. Posteriormente, aumentó la oferta de postgrados con la apertura del Magíster en Estudios Internacionales (2015), el Magíster en Estudios Sociales y Magíster Arte, Cultura y Pensamiento latinoamericanos (2020) y el Doctorado en Artes y Humanidades (2025). Los académicos y académicas del IDEA desarrollan sus investigaciones a partir de enfoques inter y multidisciplinarios, que involucran a más de una disciplina.
En el 2024 uno de sus investigadores, Dr. César Ross recibió el premio Nacional de Historia.
Publica las revista académicas Estudios Avanzados y RIVAR.